# 買掛金元帳
買掛金元帳（かいかけきんもとちょう）は会計帳簿の一つで、得意先別に買掛金の状況を把握するために記録する帳簿。別名、仕入先元帳ともいう。補助簿の中の補助元帳の一つで必ずしも作成しなければならない訳ではない。